# 大尾蛇鰻
大尾蛇鰻，為輻鰭魚綱鰻鱺目糯鰻亞目蛇鰻科的其中一種，分布於東印度洋馬來西亞檳城海域，體長可達91.4公分，棲息在泥底質海域，為底棲性魚類，屬肉食性，生活習性不明。

## 擴展閱讀
維基物種上的相關：大尾蛇鰻